# Bibi Arts
Bibi Arts (Uden, 25 november 2004) is een Nederlands shorttrackster.

## Biografie
Arts groeide op in Uden en begon al op jonge leeftijd met schaatsen. Ook deed ze aan wielrennen waarin ze elfde werd op het NK wielrennen. Arts verhuisde in 2018 naar Dordrecht waar ze ging trainen aan het Regionaal Topsport Centrum met de selectiegroep Zuid-Nederland in shorttrack. Daarnaast ging ze naar Breda waar ze onder de hoede van voormalig topschaatster Annemarie Thomas trainde in langebaanschaatsen.
Een paar jaar later stapte Arts over naar het ISU Center of Excellence (CoE) waar ze trainde met shorttrackers over de hele wereld en daarmee definitief voor een carrière als shorttrackster ging. Ook trainde ze onder de hoede van Marc Velzeboer, de vader van shorttracksters Xandra Velzeboer en Michelle Velzeboer, in Den Bosch.
In het Zuid-Koreaanse Seoul maakte Arts eind 2024 haar debuut op de World Tour. Op het NK 2025 in Leeuwarden wist Arts haar eerste medaille te winnen door op de 1000 meter zilver te winnen. Door blessureleed bij andere shorttracksters mocht Arts als reserve mee naar het EK 2025 in Dresden, Duitsland. In februari 2025 maakte Arts als vijfde rijdster en reserve achter Xandra en Michelle Velzeboer, Zoë Deltrap en Diede van Oorschot onderdeel uit van de Nederlandse ploeg die een gouden medaille wist te winnen op de 3000 meter relay op de World Tour in Tilburg.

## Privé
Arts studeerde aan de opleiding voor leraar aardrijkskunde in Leeuwarden.
Bibi Arts · Teun Boer · Hugo Bosma · Zoë Deltrap · Friso Emons · Kay Huisman· Yara van Kerkhof · Niels Kingma · Sjinkie Knegt · Daan Kos · Itzhak de Laat · Diede van Oorschot · Selma Poutsma · Sven Roes · Suzanne Schulting · Bram Steenaart · Michelle Velzeboer · Xandra Velzeboer · Jens van 't Wout · Melle van 't Wout

Bondscoach: Niels Kerstholt

Assistent-coach: Kip Carpenter · Haralds Silovs